# Чемпіонат світу з хокею із шайбою 2018 (дивізіон I)
Чемпіонат світу з хокею із шайбою 2018 року у дивізіоні I — чемпіонат світу з хокею із шайбою другого ешелону, розділена на дві групи. Група А грала в Угорщині (Будапешт), а група В — у Литві (Каунас) з 22 по 28 квітня.
Велика Британія та Італія підвищуються до Топ-дивізіону, Польща вибула до Групи В. Литва стала переможцем Групи В, Хорватія вибула до Групи А другого дивізіону.

## Арени
| Група A                              |                                                                             | Група B                           |
| Будапешт                             | Будапешт КаунасЧемпіонат світу з хокею із шайбою 2018 (дивізіон I) (Європа) | Каунас                            |
| Будапешт Спортарена Місткість: 9,479 | Будапешт КаунасЧемпіонат світу з хокею із шайбою 2018 (дивізіон I) (Європа) | Жальгіріс-Арена Місткість: 11,000 |
|                                      | Будапешт КаунасЧемпіонат світу з хокею із шайбою 2018 (дивізіон I) (Європа) |                                   |

## Група А
| Збірна          | Результати 2017 року             |
| --------------- | -------------------------------- |
| Словенія        | 15-е місце в Елітному дивізіоні. |
| Італія          | 16-е місце в Елітному дивізіоні. |
| Казахстан       | 3-є місце Дивізіон I A.          |
| Польща          | 4-е місце Дивізіон I A.          |
| Угорщина        | 5-е місце Дивізіон I A.          |
| Велика Британія | 1-е місце Дивізіон I B.          |

### Таблиця
| М | Збірна          | І | В | ВО | ПО | П | Ш     | О  | 1       | 2     | 3     | 4       | 5     | 6     |
| - | --------------- | - | - | -- | -- | - | ----- | -- | ------- | ----- | ----- | ------- | ----- | ----- |
| 1 | Велика Британія | 5 | 3 | 1  | 0  | 1 | 16:15 | 11 |         | 4 - 3 | 1 - 6 | 3 - 2 Б | 3 - 1 | 5 - 3 |
| 2 | Італія          | 5 | 3 | 0  | 0  | 2 | 15:11 | 9  | 3 - 4   |       | 3 - 0 | 2 - 3   | 4 - 3 | 3 - 1 |
| 3 | Казахстан       | 5 | 3 | 0  | 0  | 2 | 18:10 | 9  | 6 - 1   | 0 - 3 |       | 3 - 0   | 3 - 5 | 6 - 1 |
| 4 | Угорщина        | 5 | 2 | 0  | 1  | 2 | 9:14  | 7  | 2 - 3 Б | 3 - 2 | 0 - 3 |         | 1 - 4 | 3 - 2 |
| 5 | Словенія        | 5 | 2 | 0  | 0  | 3 | 15:15 | 6  | 1 - 3   | 3 - 4 | 5 - 3 | 4 - 1   |       | 2 - 4 |
| 6 | Польща          | 5 | 1 | 0  | 0  | 4 | 11:19 | 3  | 3 - 5   | 1 - 3 | 1 - 6 | 2 - 3   | 4 - 2 |       |

### Бомбардири
Список 7 найкращих гравців за очками.
| Гравець         | М | Г | П | О | +/− | ШХ |
| --------------- | - | - | - | - | --- | -- |
| Роман Старченко | 5 | 6 | 2 | 8 | 0   | 4  |
| Міха Верлич     | 5 | 3 | 4 | 7 | +4  | 2  |
| Бен О'Коннор    | 5 | 4 | 2 | 6 | +2  | 2  |
| Бретт Перліні   | 5 | 4 | 2 | 6 | +2  | 2  |
| Ян Урбас        | 5 | 3 | 3 | 6 | +3  | 0  |
| Євген Римарєв   | 5 | 2 | 4 | 6 | +2  | 2  |
| Іван ДеЛука     | 5 | 1 | 5 | 6 | +2  | 2  |

Джерело: IIHF.com [Архівовано 29 квітня 2018 у Wayback Machine.]

### Найкращі воротарі
Список п'яти найращих воротарів. У список включені лише ті гравці, які провели щонайменш 40% хвилин.
| Гравець           | ЧНЛ    | ПГ | КН   | КД  | ВК%   | ША |
| ----------------- | ------ | -- | ---- | --- | ----- | -- |
| Генрік Карлссон   | 300:00 | 10 | 2.00 | 159 | 93.71 | 1  |
| Адам Вай          | 304:46 | 13 | 2.56 | 189 | 93.12 | 0  |
| Марко Де Філіппо  | 157:33 | 5  | 1.90 | 66  | 92.42 | 0  |
| Бен Боунс         | 290:13 | 14 | 2.89 | 173 | 91.91 | 0  |
| Пшемислав Одробни | 159:18 | 9  | 3.39 | 93  | 90.32 | 0  |

ЧНЛ = часу на льоду (хвилини: секунди); ГП = голів пропушено; СП = Середня кількість пропущених шайб; КД = кидки; %ВК = відбитих кидків (у %); ША = шатаути

Джерело: IIHF.com [Архівовано 29 квітня 2018 у Wayback Machine.]

### Нагороди
Найкращі гравці, обрані дирекцією ІІХФ
- Найкращий воротар:  Адам Вай
- Найкращий захисник:  Бен О'Коннор
- Найкращий нападник:  Ян Урбас

Команда усіх зірок, обрана ЗМІ
- Воротар:  Адам Вай
- Захисники:  Бен О'Коннор —  Сабахудін Ковачевич
- Нападники:  Бретт Перліні —  Роман Старченко —  Балаж Шебьок
- Найцінніший гравець:  Бретт Перліні

## Група B
| Збірна   | Кваліфікація                                                      |
| -------- | ----------------------------------------------------------------- |
| Україна  | 6-те місце в групі А першого дивізіону в минулому році            |
| Японія   | 2-ге місце в групі B першого дивізіону в минулому році            |
| Литва    | Господарі, 3-тє місце в групі B першого дивізіону в минулому році |
| Естонія  | 4-те місце в групі B першого дивізіону в минулому році            |
| Хорватія | 5-те місце в групі B першого дивізіону в минулому році            |
| Румунія  | 1-ше місце в групі А другого дивізіону в минулому році            |

### Таблиця
| М | Збірна   | І | В | ВО | ПО | П | Ш     | О  | 1        | 2        | 3     | 4        | 5        | 6     |
| - | -------- | - | - | -- | -- | - | ----- | -- | -------- | -------- | ----- | -------- | -------- | ----- |
| 1 | Литва    | 5 | 4 | 1  | 0  | 0 | 26:9  | 14 |          | 6 - 1    | 4 - 1 | 5 - 4 ОТ | 8 - 3    | 3 - 0 |
| 2 | Японія   | 5 | 2 | 2  | 0  | 1 | 17:13 | 10 | 1 - 6    |          | 6 - 2 | 7 - 1    | 3 - 2 ОТ | 4 - 3 |
| 3 | Естонія  | 5 | 3 | 0  | 1  | 1 | 10:7  | 10 | 1 - 4    | 2 - 6    |       | 2 - 0    | 1 - 0    | 5 - 1 |
| 4 | Україна  | 5 | 1 | 0  | 1  | 3 | 10:18 | 4  | 4 - 5 ОТ | 1 - 7    | 0 - 2 |          | 3 - 0    | 2 - 4 |
| 5 | Румунія  | 5 | 1 | 0  | 1  | 3 | 12:18 | 4  | 3 - 8    | 2 - 3 ОТ | 0 - 1 | 0 - 3    |          | 7 - 3 |
| 6 | Хорватія | 5 | 1 | 0  | 0  | 4 | 11:21 | 3  | 0 - 3    | 3 - 4    | 1 - 5 | 4 - 2    | 3 - 7    |       |

### Бомбардири
Список 9 найкращих гравців за очками.
| Гравець           | М | Г | П | О | +/− | ШХ |
| ----------------- | - | - | - | - | --- | -- |
| Рьо Хасімото      | 5 | 5 | 3 | 8 | +4  | 0  |
| Арнольдас Босас   | 5 | 6 | 0 | 6 | +2  | 4  |
| Повілас Вереніс   | 5 | 4 | 2 | 6 | +4  | 4  |
| Даніель Богдзюл   | 5 | 3 | 3 | 6 | +5  | 2  |
| Хірото Сато       | 5 | 2 | 4 | 6 | +4  | 0  |
| Макуру Фурухасі   | 5 | 1 | 5 | 6 | +8  | 0  |
| Марк Калеініковас | 5 | 1 | 5 | 6 | +3  | 4  |
| Тадас Кумеляускас | 5 | 1 | 5 | 6 | +3  | 6  |
| Дайнюс Зубрус     | 5 | 0 | 6 | 6 | +4  | 2  |

Джерело: IIHF.com [Архівовано 29 квітня 2018 у Wayback Machine.]

### Найкращі воротарі
Список п'яти найращих воротарів. У список включені лише ті гравці, які провели щонайменш 40% хвилин.
| Гравець               | ЧНЛ    | ПГ | КН   | КД  | ВК%   | ША |
| --------------------- | ------ | -- | ---- | --- | ----- | -- |
| Віллем-Генрік Койтмаа | 239:40 | 4  | 1.00 | 138 | 97.10 | 2  |
| Мантас Армаліс        | 301:04 | 9  | 1.79 | 140 | 93.57 | 1  |
| Сергій Гайдученко     | 147:38 | 6  | 2.44 | 90  | 93.33 | 1  |
| Патрік Польк          | 242:24 | 10 | 2.48 | 150 | 93.33 | 0  |
| Юта Нарісава          | 122:29 | 5  | 2.45 | 55  | 90.91 | 0  |

ЧНЛ = часу на льоду (хвилини: секунди); ГП = голів пропушено; СП = Середня кількість пропущених шайб; КД = кидки; %ВК = відбитих кидків (у %); ША = шатаути

Джерело: IIHF.com [Архівовано 29 квітня 2018 у Wayback Machine.]

### Нагороди
Найкращі гравці, обрані дирекцією ІІХФ
- Найкращий воротар:  Віллем-Генрік Койтмаа
- Найкращий захисник:  Рьо Хасімото
- Найкращий нападник:  Арнольдас Босас